# 다니엘 디아스
다니엘 알베르토 '카타' 디아스(스페인어: Daniel Alberto 'Cata' Díaz, 1979년 7월 13일 ~ )는 아르헨티나의 전 축구 선수로서, 현역 시절 포지션은 센터백이었다.

## 축구인 경력

### 선수 경력
고향인 카타마르카주에서 별명인 '카타'가 유래했다. 고향인 카타마르카 주의 유스 팀에서 1997년 로사리오 센트랄 유스팀으로 옮겨 2000년에 프로무대에 데뷔했다. 그 후 멕시코의 CDSC 크루스 아술에서 1년간 잠깐 선수생활을 하다 2004년, 다시 모국의 클럽인 콜론 산타페의 주장으로 복귀했다.
이후 보카 주니어스와 헤타페 CF에서 주전으로 활약하였으며 2012년 여름, €1m 이적료에 아틀레티코 마드리드와 2년 계약을 체결하였다.